# 두바이 미디어 시티
두바이 미디어 시티 (DMC)(مدينة دبي للإعلام)는 아랍에미리트 두바이에 위치하고 있다.